# Văleni (Olt)
Pour les articles homonymes, voir Văleni.
Văleni est une commune du județ d'Olt en Roumanie.